# Байдала (Жетисайський район)
Байдала́ (каз. Байдала) — село у складі Жетисайського району Туркестанської області Казахстану. Входить до складу сільського округу Шаблана Дільдабекова.
До 2008 року село називалось Жданово, у Радянські часи село було частиною села Отділення № 2 совхоза Більшовик.
Населення — 889 осіб (2021; 852 у 2009, 1049 у 1999, 484 у 1989).